# Prospero depressum
Prospero depressum är en sparrisväxtart som beskrevs av Franz Speta. Prospero depressum ingår i släktet Prospero och familjen sparrisväxter. Inga underarter finns listade i Catalogue of Life.